# Flugunfall der SEA Colombia bei Cúcuta
Der Flugunfall der SEA Colombia bei Cúcuta ereignete sich am 4. Oktober 1965. An diesem Tag brach eine Curtiss C-46A der SEA Colombia nach einem Triebwerksbrand in der Luft auseinander und stürzte zu Boden. Bei dem Unfall kamen alle vier Personen an Bord ums Leben.

## Maschine
Das Flugzeug war eine Curtiss C-46D, die im Jahr 1944 im Werk von Curtiss-Wright endmontiert wurde und die Werknummer 30465 sowie das Luftfahrzeugkennzeichen HK-613 trug. Das zweimotorige Mittelstreckenflugzeug war mit zwei 18-Zylinder-Doppelsternmotoren des Typs Pratt & Whitney R-2800-51 Double Wasp ausgestattet.

## Insassen und Fracht
Es befand sich eine dreiköpfige Besatzung an Bord der Maschine, bestehend aus einem Flugkapitän, einem Ersten Offizier und einem Flugingenieur. Darüber hinaus flog ein Lademeister als Passagier mit. Die Fracht bestand aus 162 Kisten Bier.

## Unfallhergang
Um 10:42 Uhr baten die Piloten um Startfreigabe von der Startbahn 20. Den Piloten wurde mitgeteilt, dass der Wind aus südsüdöstlicher Richtung mit einer Geschwindigkeit von 18 Knoten wehte. Die Maschine rotierte, nachdem sie 3/4 der Startbahn überrollt hatte. Nach dem Abheben leiteten die Piloten eine Kurve über der Stadt ein, um den Startflughafen zu überfliegen und dabei weiter an Höhe zu gewinnen. Um 10:58 Uhr meldeten die Piloten, dass sie in Richtung Süden abflogen und im Sichtflug auf eine Höhe von 7.500 Fuß steigen würden. Ihre geschätzte Überflugzeit in Santo Domingo gaben sie mit 11:13 Uhr an. Als sich die Maschine in einer Höhe von 4.500 bis 5.000 Fuß befand, kamen plötzlich Flammen aus dem rechten Triebwerk. Die Piloten versuchten, nach Cúcuta umzukehren, um dort notzulanden. Während des Rückfluges war die Flugzeugstruktur brandbedingt derart geschwächt, dass es zum Strukturversagen kam: Das steuerbordseitige Triebwerk und die Tragfläche rissen von der Maschine ab. Der Rest der Maschine rollte dann nach links und stürzte schließlich am Cerro del Espinazo zu Boden. Bei dem Aufprall um 11:05 Uhr Ortszeit wurde die Maschine völlig zerstört, alle vier Insassen kamen ums Leben.

## Ursache
Der Unfall wurde auf einen Wartungsfehler zurückgeführt, der in einer unzureichenden Wartung und Inspektion eines Teils oder von Systemen des steuerbordseitigen Triebwerks bestand. Infolge des Wartungsproblems sei es zu einem Brand in einem nicht näher bestimmten Teil des Triebwerks gekommen. Ein Faktor sei ein Wartungsfehler gewesen, der in der Nichteinhaltung der Technischen Richtlinie Nr. 62-10-2 (Aerocivil C-46-39) bestand.